# Nederländernas Grand Prix 2023
Nederländernas Grand Prix 2023, officiellt Formula 1 Heineken Dutch Grand Prix 2023, var ett Formel 1-lopp som kördes den 27 augusti 2023 på Circuit Zandvoort i Zandvoort i Nederländerna. Loppet var det fjortonde ingående i Formel 1-säsongen 2023 och kördes över 72 varv.

## Bakgrund

### Ställning i mästerskapet före loppet
| Pos.  | Förare          | Poäng |
| ----- | --------------- | ----- |
| 1 ▬   | Max Verstappen  | 314   |
| 2 ▬   | Sergio Pérez    | 189   |
| 3 ▬   | Fernando Alonso | 149   |
| 4 ▬   | Lewis Hamilton  | 148   |
| 5 ▲ 2 | Charles Leclerc | 99    |

| Pos. | Konstruktör           | Poäng |
| ---- | --------------------- | ----- |
| 1 ▬  | Red Bull              | 503   |
| 2 ▬  | Mercedes              | 247   |
| 3 ▬  | Aston Martin-Mercedes | 196   |
| 4 ▬  | Ferrari               | 191   |
| 5 ▬  | McLaren-Mercedes      | 103   |

- Notering: Endast de fem bästa placeringarna i vardera mästerskap finns med på listorna.

### Deltagare
Förarna och temen var desamma som säsongens anmälningslista förutom Carlos Sainz som ersattes av Robert Shwartzman under första träningen samt Daniel Ricciardo som ersattes av Liam Lawson från och med tredje träningen. Detta var eftersom Daniel Ricciardo bröt handen i en krasch under andra träningen.

### Däckval
Däckleverantören Pirelli tog med sig däckblandningarna C1, C2 och C3 (betecknade hårda, medium respektive mjuka) för stallen att använda under tävlingshelgen. Förarna och teamen fick också ett extra set Intermediate (regn) däck att använda till och med kvalet.

## Träningspassen
Tre träningspass ägde rum, alla under en timmes tid. De första två träningarna tog plats på fredagen medan den tredje kördes på lördagen.

## Kvalet
Kvalet ägde rum 15:00 lokal tid (UTC+02:00) den 26 augusti 2023 och varade i en timme.
| Pos.                    | Nr. | Förare           | Konstruktör                | Kvaltider | Kvaltider | Kvaltider | Start- grid |
| Pos.                    | Nr. | Förare           | Konstruktör                | Q1        | Q2        | Q3        | Start- grid |
| ----------------------- | --- | ---------------- | -------------------------- | --------- | --------- | --------- | ----------- |
| 1                       | 1   | Max Verstappen   | Red Bull Racing-Honda RBPT | 1:20.965  | 1:18.856  | 1:10.567  | 1           |
| 2                       | 4   | Lando Norris     | McLaren                    | 1:21.276  | 1:19.769  | 1:11.104  | 2           |
| 3                       | 63  | George Russell   | Mercedes                   | 1:21.345  | 1:19.620  | 1:11.294  | 3           |
| 4                       | 23  | Alexander Albon  | Williams-Mercedes          | 1:20.939  | 1:19.399  | 1:11.419  | 4           |
| 5                       | 14  | Fernando Alonso  | Aston Martin-Mercedes      | 1:21.840  | 1:19.429  | 1:11.506  | 5           |
| 6                       | 55  | Carlos Sainz Jr. | Ferrari                    | 1:21.321  | 1:19.929  | 1:11.754  | 6           |
| 7                       | 11  | Sergio Pérez     | Red Bull Racing-Honda RBPT | 1:21.972  | 1:19.856  | 1:11.880  | 7           |
| 8                       | 81  | Oscar Piastri    | McLaren-Mercedes           | 1:21.231  | 1:19.392  | 1:11.938  | 8           |
| 9                       | 16  | Charles Leclerc  | Ferrari                    | 1:22.019  | 1:19.600  | 1:12.665  | 9           |
| 10                      | 2   | Logan Sargeant   | Williams-Mercedes          | 1:22.036  | 1:20.067  | 1:16.748  | 10          |
| 11                      | 18  | Lance Stroll     | Aston Martin-Mercedes      | 1:21.570  | 1:20.121  | N/A       | 11          |
| 12                      | 10  | Pierre Gasly     | Alpine-Renault             | 1:21.735  | 1:20.128  | N/A       | 12          |
| 13                      | 44  | Lewis Hamilton   | Mercedes                   | 1:21.919  | 1:20.151  | N/A       | 13          |
| 14                      | 22  | Yuki Tsunoda     | AlphaTauri-Honda RBPT      | 1:21.781  | 1:20.230  | N/A       | 17          |
| 15                      | 27  | Nico Hülkenberg  | Haas-Ferrari               | 1:21.891  | 1:20.250  | N/A       | 14          |
| 16                      | 24  | Zhou Guanyu      | Alfa Romeo-Ferrari         | 1:22.067  | N/A       | N/A       | 15          |
| 17                      | 31  | Esteban Ocon     | Alpine-Renault             | 1:22.110  | N/A       | N/A       | 16          |
| 18                      | 20  | Kevin Magnussen  | Haas-Ferrari               | 1:22.192  | N/A       | N/A       | PL          |
| 19                      | 77  | Valtteri Bottas  | Alfa Romeo-Ferrari         | 1:22.260  | N/A       | N/A       | 18          |
| 20                      | 40  | Liam Lawson      | AlphaTauri-Honda RBPT      | 1:23.420  | N/A       | N/A       | 19          |
| 107 %-gränsen: 1:26.604 |     |                  |                            |           |           |           |             |
| Källor:                 |     |                  |                            |           |           |           |             |